# マイクロエマルション
マイクロエマルション（英語：Microemulsion）とは、エマルションに類似した2種の液体からなる一種の分散系であるが、ミセルの直径が100ナノメートル程度以下と小さく、熱力学的に安定で、また強い撹拌を要せず容易に形成されるものをいう。ミセルが小さいので可視光の散乱が少なく、透明または半透明に見えるのが特徴である。
熱力学的には安定であり、2相からなる一般のエマルションとは異なり1相系とみなされる。分散系と溶液の中間に当たる意味で「ミセル溶液」とも呼ばれ、性質には高分子コロイド溶液に類似した点もある。
相溶性のない2種の物質（代表的には水[W]と油[O]）と界面活性剤の3成分からなり、さらに場合によっては助剤を含み、これらの成分と組成により性質が決まる。元は単に上記のようなミセルの小さいエマルションという意味で命名されたが、現代では熱力学的な特性を重視し、下記のように連続的に変化できる状態を含めて広く定義されることが多い。ミセル溶液としてはエマルションと同様に水中油(O/W)型と油中水(W/O)型があり、一方の成分が多くなっても2相に分離せず、膨潤ミセルとして安定に存在する。両成分が同程度存在するときは両ミセルが連続的に存在する（両連続エマルション）。これらもマイクロエマルションに含められる。
応用面としては、透明な外観を呈し、分離することがなく、2成分のいずれに親和性のある物質も溶解しやすい特徴が利用され、化粧品や塗料、殺虫剤、農薬などに応用されている。また均一性が高いことを利用して乳化重合（マイクロエマルション重合）に用いられている。